# Патрик-Габриел Галчев
Патрик-Габриел Галчев е български професионален футболист, който играе като десен бек в Левски София.[източник? (Поискан преди 38 дни)]

## Кариера
Роден е в Испания в българско семейство. Той прекарва 4 години в Реал Сарагоса, преди да се завърне България. Преди да се присъедини към Левски София, минава през Локомотив и ДИТ. На 19 декември 2019 г. подписва първи професионален договор с Левски. Дебютира със синята фланелка срещу Партизан Червен бряг в мач от 1/16-финалите за Купата на България на 21 октомври 2020 г.[източник? (Поискан преди 38 дни)]

## Успехи
Левски София
- Купа на България (1): 2022[източник? (Поискан преди 38 дни)]